# 42. ročník udílení Zlatých glóbů
42. ročník udílení Zlatých glóbů se konal 27. ledna 1985 v hotelu Beverly Hilton v Beverly Hills, Los Angeles. Asociace zahraničních novinářů sdružených v Hollywoodu, která Zlatý glóbus uděluje, vyhlásila nominace 7. ledna. Miss Golden Globe byla pro tento rok Lisabeth Shatner, dcera herce Williama Shatnera a Glorie Rand. Držitelkou Ceny Cecila B. DeMilla se stala Elizabeth Taylor.
Nejlepším dramatickým filmem roku se stal Formanův Amadeus, který ze šesti nominací posbíral tři Zlaté glóby. Stejný počet cen si pak odnesla adaptace Forsterova románu Cesta do Indie, která byla navržena na pět Glóbů.

## Vítězové a nominovaní

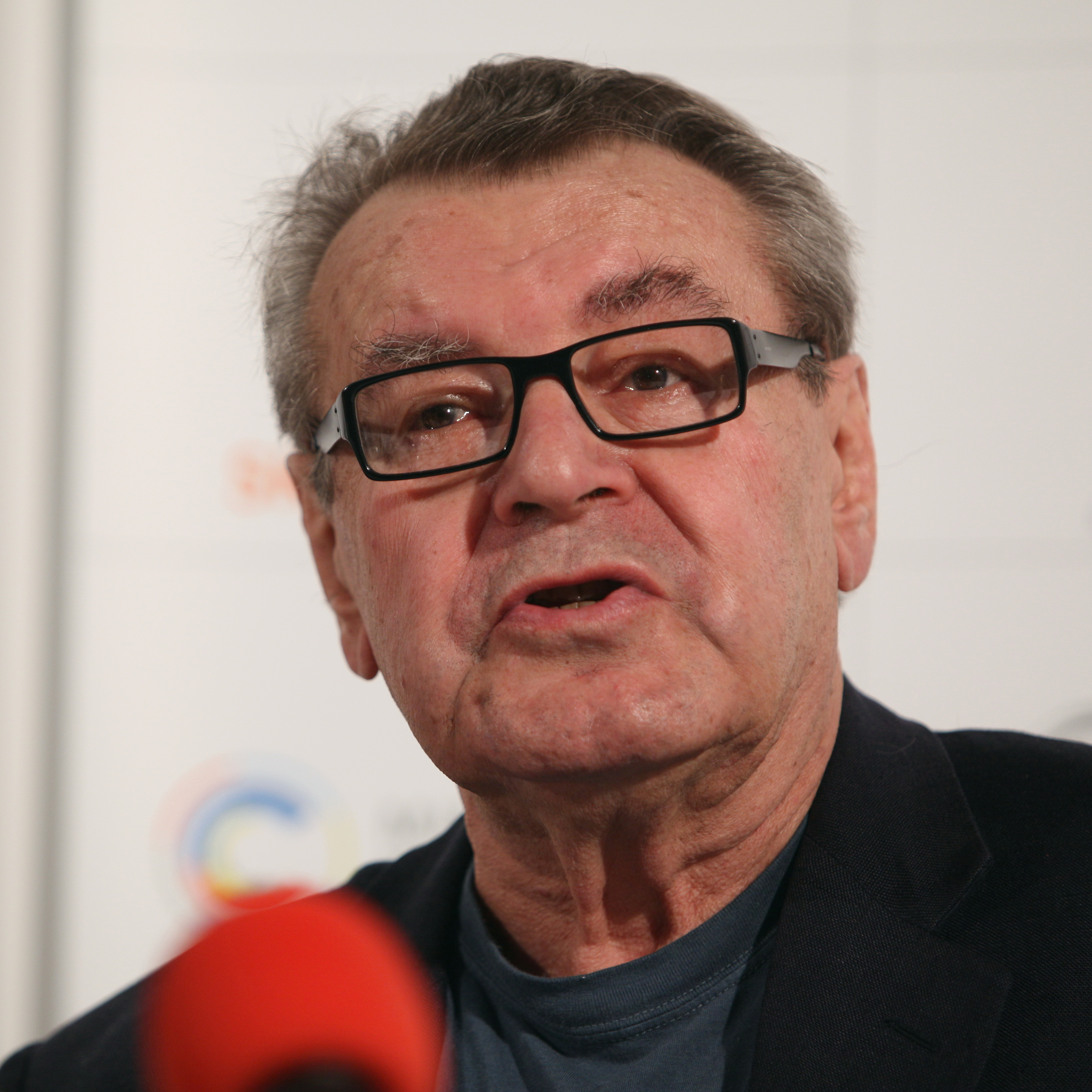
Nejlepší režisér Miloš Forman

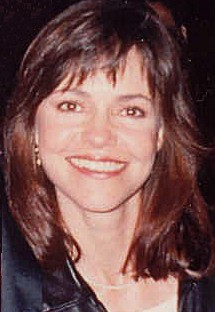
Nejlepší dramatická herečka Sally Fieldová

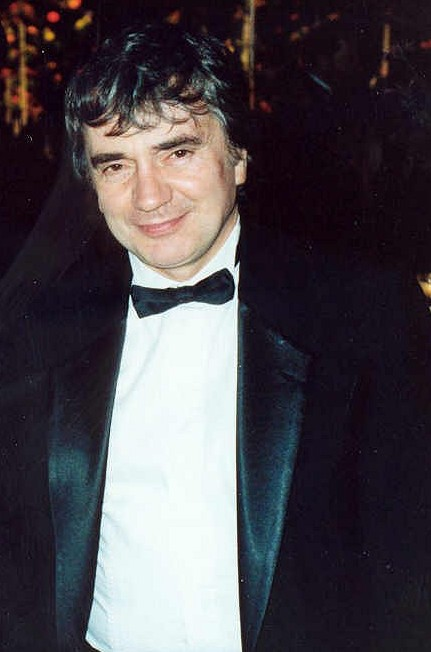
Nejlepší komediální herec Dudley Moore

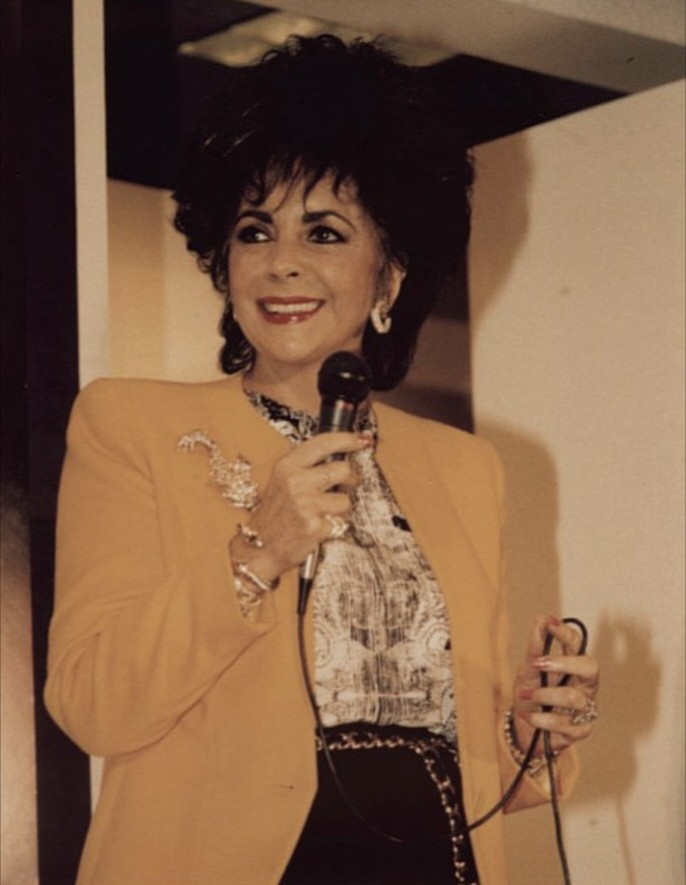
Elizabeth Taylor získala Cenu Cecila B. DeMilla

### Filmové počiny

#### Nejlepší film (drama)
- Amadeus – producent Saul Zaentz
- Cotton Club – producent Robert Evans
- Vražedná pole – producent David Puttnam
- Místa v srdci – producent Arlene Donovan
- Příběh vojáka – producenti Norman Jewison, Patrick Palmer, Ronald Schwary

#### Nejlepší film (komedie / muzikál)
- Honba za diamantem – producent Michael Douglas
- Policajt v Beverly Hills – producenti Jerry Bruckheimer, Don Simpson
- Krotitelé duchů – producenti Ivan Reitman
- Micki + Maude – producent Tony Adams
- Žbluňk! – producent Brian Grazer

#### Nejlepší režie
- Miloš Forman – Amadeus
- Francis Ford Coppola – Cotton Club
- Roland Joffe – Vražedná pole
- David Lean – Cesta do Indie
- Sergio Leone – Tenkrát v Americe

#### Nejlepší herečka (drama)
- Sally Fieldová – Místa v srdci
- Diane Keatonová – Paní Soffelová
- Jessica Lange – Drsná země
- Vanessa Redgrave – Bostoňanky
- Sissy Spacek – Řeka

#### Nejlepší herečka (komedie / muzikál)
- Kathleen Turner – Honba za diamantem
- Anne Bancroft – Garbo mluví
- Mia Farrow – Danny Rose z Broadwaye
- Shelley Long – Irreconcible Differences
- Lily Tomlin – Sólo pro dva

#### Nejlepší herec (drama)
- F. Murray Abraham – Amadeus
- Jeff Bridges – Starman
- Albert Finney – Ve stínu vulkánu
- Tom Hulce – Amadeus
- Sam Waterston – Vražedná pole

#### Nejlepší herec (komedie / muzikál)
- Dudley Moore – Micki + Maude
- Steve Martin – Sólo pro dva
- Eddie Murphy – Policajt v Beverly Hills
- Bill Murray – Krotitelé duchů
- Robin Williams – Moskva na Hudsonu

#### Nejlepší herečka ve vedlejší roli
- Peggy Ashcroft – Cesta do Indie
- Drew Barrymoreová – Irreconcible Differences
- Kim Bassinger – Přirozený talent
- Jacqueline Bisset – Ve stínu vulkánu
- Melanie Griffith – Dvojník
- Christine Lahti – Odpolední směna
- Lesley Ann Warren – Písničkář

#### Nejlepší herec ve vedlejší roli
- Haing Ngor – Vražedná pole
- Richard Crenna – Kluk z El Flaminga
- Adolphe Caesar – Příběh vojáka
- Jeffrey Jones – Amadeus
- Pat Morita – Karate Kid

#### Nejlepší scénář
- Peter Shaffer – Amadeus
- Bruce Robinson – Vražedná pole
- David Lean – Cesta do Indie
- Robert Benton – Místa v srdci
- Charles Fuller – Příběh vojáka

#### Nejlepší hudba
- Maurice Jarre – Cesta do Indie
- Mike Oldfield – Vražedná pole
- Ennio Morricone – Tenkrát v Americe
- John Williams – Řeka
- Jack Nitzsche – Starman

#### Nejlepší filmová píseň
- „I Just Called to Say I Love You“ – Žena v červeném, hudba a text Stevie Wonder
- „Against All Odds“ – Všemu navzdory, hudba a text Phil Collins
- „Footloose“ – Footloose, hudba a text Kenny Loggins, Dean Pitchford
- „Ghostbusters“ – Krotitelé duchů, hudba a text Ray Parker Jr.
- „No More Lonely Nights“ – Pozdravuj na Broad Street, hudba a text Paul McCartney
- „When Doves Cry“ – Purpurový déšť, hudba a text Prince

#### Nejlepší zahraniční film
- Cesta do Indie – režie David Lean, Velká Británie
- Georges Bizet: Carmen – režie Francesco Rosi, Francie
- Nebezpečná partie – režie Richard Dembo, Švýcarsko
- Paříž, Texas – režie Wim Wenders, Francie / Západní Německo
- Neděle na venkově – režie Bertrand Tavernier, Francie

### Televizní počiny

#### Nejlepší televizní seriál (drama)
- To je vražda, napsala
- Cagneyová a Laceyová
- Dynastie
- Poldové z Hill Street
- St. Elsewhere

#### Nejlepší televizní seriál (komedie / muzikál)
- Cosby Show
- Fame
- Na zdraví
- The Jeffersons
- Kate & Allie

#### Nejlepší minisérie nebo televizní film
- Something About Amelia
- Hořící postel
- The Dollmaker
- Sakharov
- A Streetcar Named Desire

#### Nejlepší herečka v seriálu (drama)
- Angela Lansburyová – To je vražda, napsala
- Joan Collins – Dynastie
- Tyne Daly – Cagneyová a Laceyová
- Linda Evans – Dynastie
- Sharon Gless – Cagneyová a Laceyová
- Kate Jacksonová – Scarecrow and Mrs. King

#### Nejlepší herečka v seriálu (komedie / muzikál)
- Shelley Long – Na zdraví
- Debbie Allen – Fame
- Nell Carter – Gimme a Break!
- Susan Clark – Webster
- Jane Curtin – Kate & Allie
- Isabel Sanford – The Jeffersons

#### Nejlepší herečka v minisérii nebo TV filmu
- Ann-Margret – A Streetcar Named Desire
- Glenn Close – Something About Amelia
- Farrah Fawcett – Hořící postel
- Jane Fonda – The Dollmaker
- Glenda Jackson – Sakharov

#### Nejlepší herec v seriálu (drama)
- Tom Selleck – Magnum
- James Brolin – Hotel
- John Forsythe – Dynastie
- Larry Hagman – Dallas
- Stacy Keach – Mike Hammer
- Daniel J. Travanti – Poldové z Hill Street

#### Nejlepší herec v seriálu (komedie / muzikál)
- Bill Cosby – Cosby Show
- Ted Danson – Na zdraví
- Robert Guillaume – Benson
- Sherman Hemsley – The Jeffersons
- Bob Newhart – Newhart

#### Nejlepší herec v minisérii nebo TV filmu
- Ted Danson – Something About Amelia
- James Garner – Heartsounds
- Sam Neill – Reilly: Ace of Spies
- Jason Robards – Sakharov
- Treat Williams – A Streetcar Named Desire

#### Nejlepší herečka ve vedlejší roli (seriál, minisérie, TV film)
- Faye Dunawayová – Ellis Island
- Selma Diamond – Night Court
- Marla Gibbs – The Jeffersons
- Gina Lollobrigida – Síla rodu
- Rhea Perlman – Na zdraví
- Roxana Zal – Something About Amelia

#### Nejlepší herec ve vedlejší roli (seriál, minisérie, TV film)
- Paul Le Mat – Hořící postel
- Pierce Brosnan – Nancy Astor
- John Hillerman – Magnum
- Ben Vereen – Ellis Island
- Bruce Weitz – Poldové z Hill Street

### Zvláštní ocenění

#### Cena Cecila B. DeMilla
- Elizabeth Taylor